# Martí Pujol i Casals
Martí Pujol i Casals (Llinars del Vallès, 1957), enginyer tècnic agrònom, empresari agrari i polític català és l'actual batlle de Llinars del Vallès, en càrrec des del 14 de juny de 2003.
El batlle d'Esquerra Republicana de Catalunya és actualment resident al poble, té una granja i és enginyer tècnic agrònom i empresari agrari. L'any 1983 va passar a formar part de Convergència i Unió, començant per primer cop a la seva vida l'activitat política. Presentat a les eleccions municipals, va obtenir el càrrec de regidor de cultura i ensenyament. Deixant enrere l'etapa de Convergència i Unió (CiU), l'any 1991 es va afiliar amb Esquerra Republicana de Catalunya (ERC). Durant el tripartit que hi hagué a Llinars fins a l'any 1999, quan es va dur a terme la moció de censura, va continuar amb la regidoria d'ensenyament. Després va passar a ser segon de la candidatura d'Esquerra Republicana de Catalunya, i l'any 2003 va arribar a encapçalar la llista. Com a resultat de les eleccions municipals d'aquell any, Martí Pujol i Casals va ser escollit batlle (amb 774 vots). Actualment té 8 regidors i majoria absoluta, segons les eleccions municipals de 2011 on va treure 2081 vots, força dominant sobre el següent de la llista que va ser el líder del PSC amb 407 vots.